# Aiti
Aiti est une commune française située dans la circonscription départementale de la Haute-Corse et le territoire de la collectivité de Corse. Elle appartient à l'ancienne piève de Vallerustie, en Castagniccia.

## Géographie

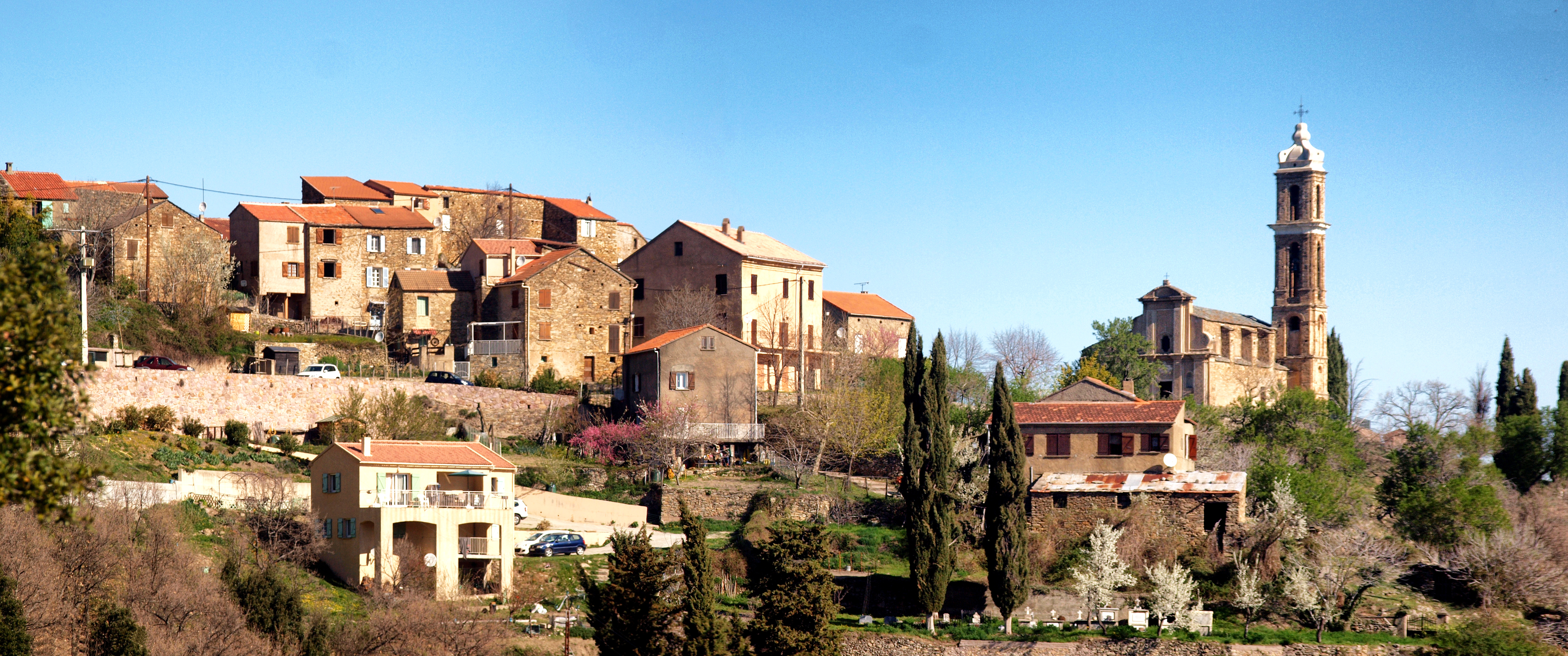
Panorama d'Aiti.

### Situation
Aiti est située à l'adret de la vallée de la Casaluna, en Castagniccia, en limite du territoire de vie éponyme du parc naturel régional de Corse, dans la piève de Vallerustie.
Communes limitrophes

### Géologie et relief
Aiti occupe une partie septentrionale du chaînon montagneux à l'ouest du massif du Monte San Petrone (1 767 m) dont elle est séparée par la vallée de la Casaluna.
La commune se situe dans le « Deça des monts » (Cismonte en langue corse) ou « Corse schisteuse » au nord-est de l'île, dans le prolongement de l'arête schisteuse du Cap Corse qui se poursuit avec le massif du San Petrone et se termine au sud de la Castagniccia. Ce massif est un bloc de schistes lustrés édifié au tertiaire lors de la surrection des Alpes sur un socle hercynien, de la fin de l'ère primaire.
Le culmen se situe à la Cima a l'Orzale (1 121 m), au sud de la commune, et le point le plus bas sur le bord du Golo, à 238 m au nord-ouest.
Commune de moyenne montagne, voire de collines en Castagniccia occidentale, son territoire occupe une faible partie d'une zone dépressionnaire appelée « cuvette de Ponte Leccia », l'une de la série de dépressions centrales s'étendant de L'Île-Rousse à Solenzara en passant par Ponte-Leccia, Corte et Cateraggio. Il comporte de nombreux petits vallons dans lesquelles s'écoulent des ruisseaux affluents, suivant les flancs, du Golo ou de la Casaluna.

### Hydrographie
Le principal cours d'eau est le Golo qui longe sur près de 500 m le territoire communal à l'ouest. À l'est la Casaluna arrose le territoire communal sur près de 1 750 m et le sépare de San Lorenzo.
Plusieurs ruisseaux sillonnent la commune, naissant de part et d'autre du chaînon secondaire précité. Les principaux sont les ruisseaux de Poggie, de Coticcio alimenté par les ruisseaux de Campo et de Riduri, et le ruisseau de Fossa Ceca.

### Climat et végétation
La commune est verte et boisée. Un haut maquis composé de bruyères, arbousiers, lentisques, salsepareille, parsemé de bosquets de chênes verts, couvre son territoire, hormis une forêt de pins maritimes.

#### Forêt territoriale de Pineto
La forêt territoriale de Pineto (ou Pinetu) s'étend sur le territoire de trois communes : Gavignano, Saliceto et Aiti. Elle ne couvre que 16,753 7 ha de la commune. C'est une forêt à peuplement pur de pins maritimes.

### Voies de communication et transports

#### Accès routiers
On accède à Aiti par la route D 239, soit :
- en venant de la route territoriale 20 depuis la localité de Francardo ;
- en venant de la route D 39 depuis sa jonction à Prionzi (San Lorenzo), en franchissant le pont de Lano sur la Casaluna.

#### Transports
Village se trouvant au centre de l'île, hors des circuits touristiques, Aiti est distant, par route, de :
- 10 km de la gare de Francardo, qui est la gare la plus proche ;
- 50 km de l'aéroport de Bastia Poretta, aéroport le plus proche ;
- 66 km du port de commerce de Bastia.

## Urbanisme

### Typologie
Au 1er janvier 2024, Aiti est catégorisée commune rurale à habitat très dispersé, selon la nouvelle grille communale de densité à sept niveaux définie par l'Insee en 2022.
Elle est située hors unité urbaine. Par ailleurs la commune fait partie de l'aire d'attraction de Corte, dont elle est une commune de la couronne,. Cette aire, qui regroupe 34 communes, est catégorisée dans les aires de moins de 50 000 habitants,.

### Occupation des sols
L'occupation des sols de la commune, telle qu'elle ressort de la base de données européenne d’occupation biophysique des sols Corine Land Cover (CLC), est marquée par l'importance des forêts et milieux semi-naturels (100 % en 2018), une proportion identique à celle de 1990 (100 %). La répartition détaillée en 2018 est la suivante : 
forêts (72,9 %), milieux à végétation arbustive et/ou herbacée (27,1 %). L'évolution de l’occupation des sols de la commune et de ses infrastructures peut être observée sur les différentes représentations cartographiques du territoire : la carte de Cassini (XVIIIe siècle), la carte d'état-major (1820-1866) et les cartes ou photos aériennes de l'IGN pour la période actuelle (1950 à aujourd'hui).

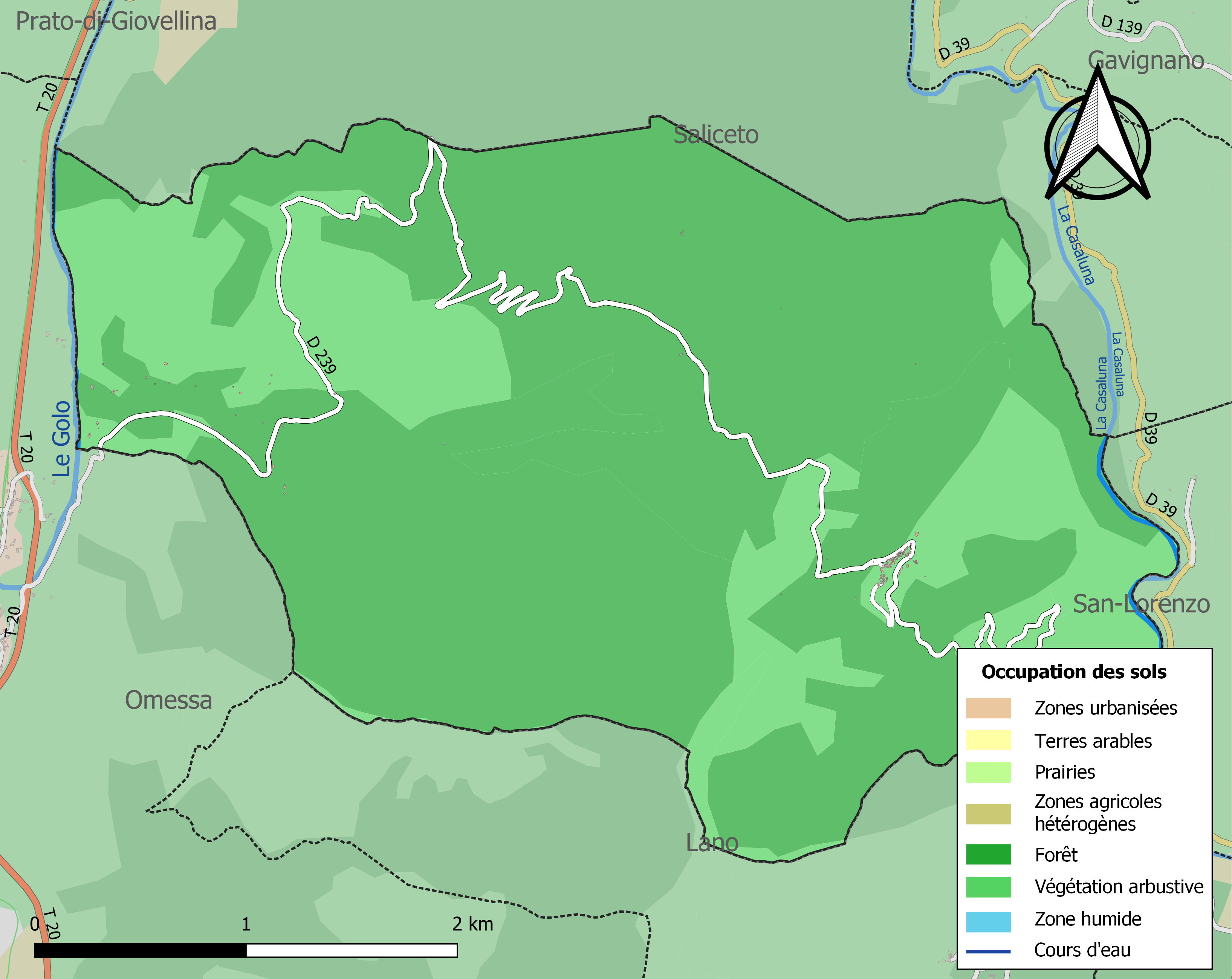
Carte des infrastructures et de l'occupation des sols de la commune en 2018 (CLC).
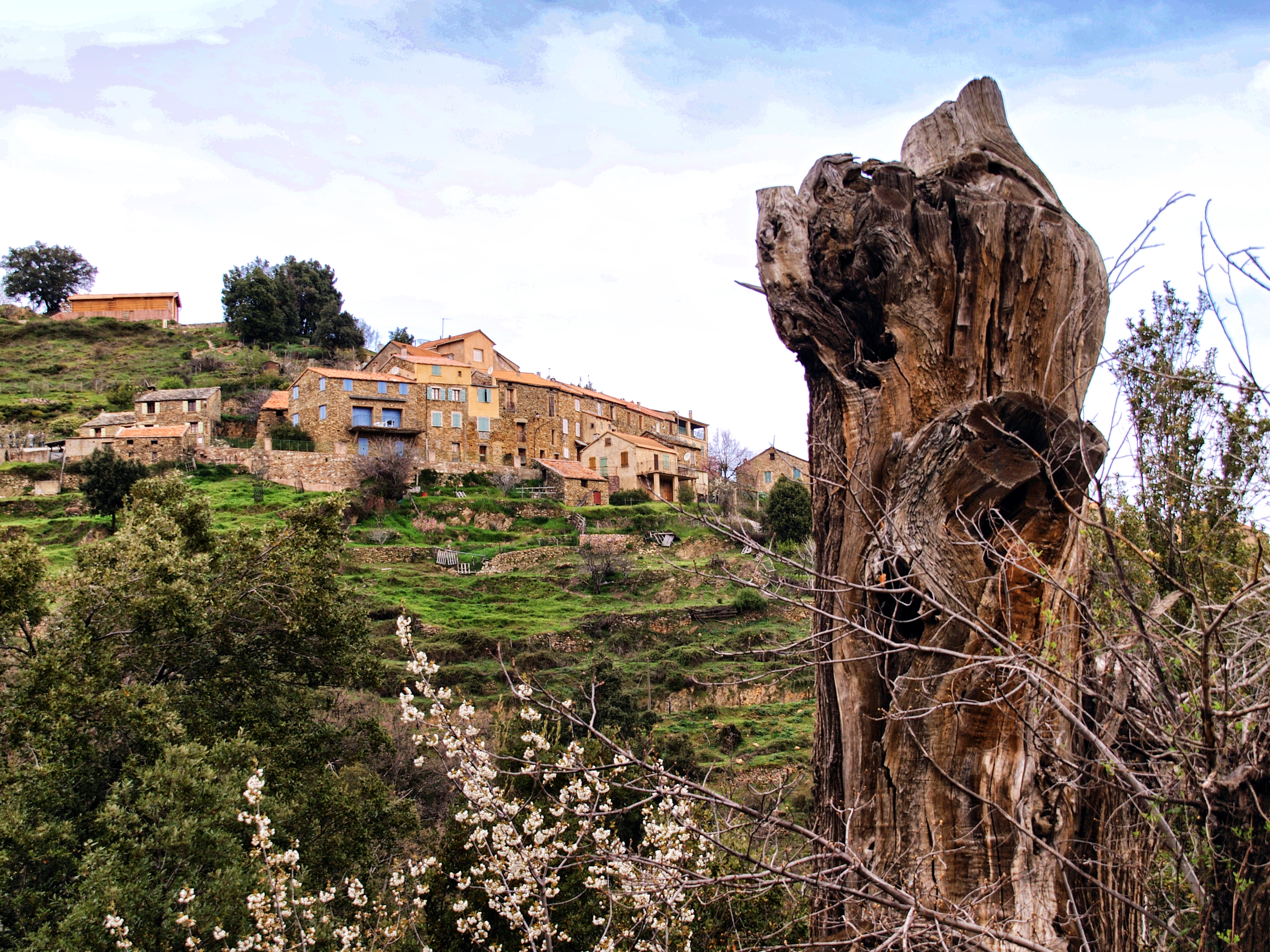
Quartier sud d'Aiti.

## Toponymie
Le nom en corse de la commune est Àiti.

## Histoire

### Moyen Âge
Au Moyen Âge, Santo Stefano était la Pieve de Vallerustie. Il n'en reste aujourd'hui qu'un amas de pierres.

### Temps modernes
Vers 1520, la pieve de Valle Rustia comptait environ 2 100 habitants. Elle avait pour lieux habités Carticasi, Candia, Loriani, Corsuli, Santo Quilico, li Forci, lo Tribio, Coibiti, le Noce, lo Borgo, Aiti, Lano, Errone, Rusia.
Au début du XVIIe siècle, selon le rapport de l'abbé Francesco Maria Accinelli, la pieve de Vallerustie comprenait les communautés de Carticasi (111 hab), Cambia (105 hab), Borgo, e Sermano (64 hab), Forci, e Pente (92 hab), Corsoli (73 hab), Russio, ed Errone (332 hab), Aiti, e Lano (208 hab), Tribio, e Cobiti con 2 ville (267 hab), Loriani e S.Quilico (180 hab).
Au XVIIIe siècle, par le traité de Versailles du 15 mai 1768, la Corse est définitivement rattachée au patrimoine personnel du Roi de France, cédée par les Génois. L'île passe sous administration militaire française. La pieve de Vallerustie prend le nom de canton de Vallerustie.
- 1790 - Après la Révolution, l’île de Corse ne forme provisoirement qu’un seul département.
- 1793 - la Convention divise l'île en deux départements : El Golo et Liamone. Aiti se trouve dans le canton de Vallerustie, dans le district de Corte et dans le département d'El Golo.
- 1801 - Aiti passe dans le canton de Vallerustie, dans l'arrondissement de Corte, dans le département d'El Golo.
- 1811 - La Corse devient un département.
- 1828 - Aiti passe dans le canton de San-Lorenzo.

### Époque contemporaine
- 1954 - Le canton de San Lorenzo comprend les communes de Aiti, Cambia, Carticasi, Érone, Lano, Rusio et San Lorenzo.
- 1973 - Aiti se trouve dans le canton de Bustanico, chef-lieu Sermano.
- 1975 - La Corse est à nouveau divisée en deux départements, Haute-Corse (dont fait partie Aiti) et Corse-du-Sud.

## Politique et administration

### Liste des maires
| Période                                  | Période  | Identité                 | Étiquette | Qualité |
| ---------------------------------------- | -------- | ------------------------ | --------- | ------- |
| vers 1897                                | ?        | Antoine-Laurent Agostini |           |         |
| avant 1981                               | ?        | Gérard Orsoni            |           |         |
|                                          | En cours | Pierre Orsoni            |           |         |
| Les données manquantes sont à compléter. |          |                          |           |         |

## Population et société

### Démographie
L'évolution du nombre d'habitants est connue à travers les recensements de la population effectués dans la commune depuis 1800. Pour les communes de moins de 10 000 habitants, une enquête de recensement portant sur toute la population est réalisée tous les cinq ans, les populations de référence des années intermédiaires étant quant à elles estimées par interpolation ou extrapolation. Pour la commune, le premier recensement exhaustif entrant dans le cadre du nouveau dispositif a été réalisé en 2004.

En 2022, la commune comptait 29 habitants, en évolution de −9,37 % par rapport à 2016 (Haute-Corse : +5,15 %, France hors Mayotte : +2,11 %).
| 1800 | 1806 | 1821 | 1831 | 1836 | 1841 | 1846 | 1851 | 1856 |
| ---- | ---- | ---- | ---- | ---- | ---- | ---- | ---- | ---- |
| 297  | 311  | 294  | 356  | 332  | 340  | 314  | 304  | 293  |

| 1861 | 1866 | 1872 | 1876 | 1881 | 1886 | 1891 | 1896 | 1901 |
| ---- | ---- | ---- | ---- | ---- | ---- | ---- | ---- | ---- |
| 284  | 282  | 277  | 273  | 322  | 306  | 239  | 250  | 231  |

| 1906 | 1911 | 1921 | 1926 | 1931 | 1936 | 1946 | 1954 | 1962 |
| ---- | ---- | ---- | ---- | ---- | ---- | ---- | ---- | ---- |
| 218  | 200  | 256  | 234  | 204  | 209  | 143  | 150  | 66   |

| 1968 | 1975 | 1982 | 1990 | 1999 | 2004 | 2006 | 2009 | 2014 |
| ---- | ---- | ---- | ---- | ---- | ---- | ---- | ---- | ---- |
| 59   | 32   | 16   | 26   | 24   | 29   | 31   | 32   | 34   |

| 2019 | 2022 | - | - | - | - | - | - | - |
| ---- | ---- | - | - | - | - | - | - | - |
| 25   | 29   | - | - | - | - | - | - | - |

### Cultes
L'église paroissiale (Santo Stefano) relève du diocèse d'Ajaccio.
Le 3 août, saint Étienne le saint patron est fêté.

## Culture locale et patrimoine

### Lieux et monuments
- Monument aux morts

#### ÉgliseSaint-Étienne

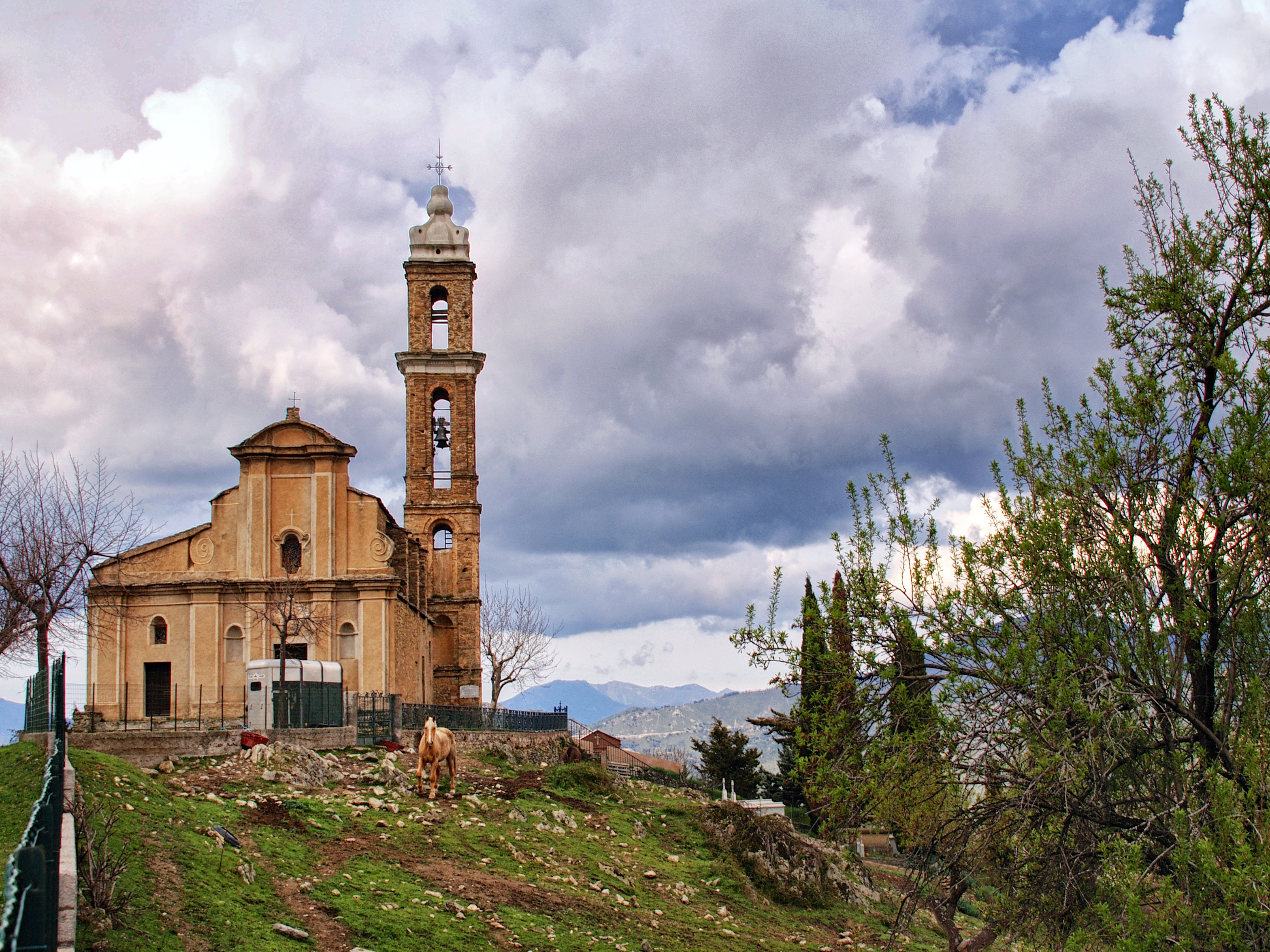
Église Saint-Étienne.

Bâtie au XIVe siècle ou XVe siècle (?), rénovée au XVIIIe siècle, l'église a été reconstruite au XIXe siècle, comme l'indique l'année 1837 gravée sur une pierre murale, à la suite du déplacement de son ancien site, en même temps que le reste du village. Elle se situe depuis en bout et en bas de l'arête rocheuse sur laquelle ont été construites les maisons. L'église paroissiale Saint-Étienne dresse son haut clocher à quatre étages, surmonté d'un bulbe, visible depuis le fond de la vallée de la Casaluna. Ce clocher a été construit en 1860. L'édifice religieux a repris le vocable de Santo Stefano de l'ancienne piévanie.

#### Ancienne église Santo Stefano
Cette église dont il ne subsiste qu'un amoncellement de pierres écroulées, était l'église principale de la piève de Vallerustie. C'était un petit édifice de plan allongé, à nef unique et abside orientée vers l'est, construit probablement aux IXe et Xe siècles comme les églises romanes voisines de San Giovanni de Corte et de Santa Maria de Valle-di-Rostino). Le site qui est nommé San Stefano sur les cartes IGN, se situe à environ 700 m « à vol d'oiseau » à l'E-SE du village ; il est accessible par un sentier.

### Patrimoine naturel

#### ZNIEFF
La commune est concernée par deux zones naturelles d'intérêt écologique, faunistique et floristique de 2e génération :
Forêt de Pineto
La zone d'une superficie de base de 1 000 ha des communes de Gavignano, Saliceto et Aiti, recouvre le petit massif qui occupe l'interfluve entre le Golo à l'ouest et la Casaluna au nord et à l'est. Son intérêt porte sur l'espèce déterminante présente de l'Autour des palombes (Accipiter gentilis (Linnaeus, 1758)).
Landes et pelouse sommitales du Monte Piano-Maggiore
La zone couvre une superficie de 1 173 ha d'une dizaine de communes de Haute-Corse ; elle est matérialisée par une ligne de crête qui isole la Castagniccia occidentale de la région cortenaise et du Bozio, et qui est une succession de plateaux recouverts d'une végétation basse, qui sont utilisés comme zone d'estive par les troupeaux en élevage extensif. On y trouve plusieurs espèces de plantes endémiques strictes dont une espèce déterminante, le Chiendent de Corse (Elytrigia corsica (Hack.) Holub, 1977).

#### Natura 2000
Zone de Protection Spéciale (Dir. Oiseaux)
Forêts Territoriales de Corse
La forêt de Pineto à peuplement pur de pins maritimes qui couvre une partie de la commune (167 537 ha) sur 16 016 ha), fait partie de la zone qui couvre une superficie totale de 13 223 ha. Cette zone est inscrite à l'Inventaire national du patrimoine naturel sous la fiche FR9410113 - Forêts Territoriales de Corse.